# Хоховица
Хоховица (на словенски: Hohovica) е село в Словения, регион Средна Словения, община Лития. Според Националната статистическа служба на Република Словения през 2015 г. селото има 27 жители.